# Formateur
Als Formateur oder Regierungsbildner wird in den verfassungsmäßigen Systemen der Niederlande, Belgiens und Luxemburgs derjenige bezeichnet, der nach einer Wahl zur Zweiten Kammer des niederländischen Parlaments (Tweede Kamer der Staten-Generaal), zur belgischen Abgeordnetenkammer bzw. zur luxemburgischen Abgeordnetenkammer vom Monarchen (in den Niederlanden seit 2012 vom Parlament selbst) beauftragt wird, ein Kabinett zu bilden (bei Belgien siehe Föderalregierung (Belgien)#Der König und die Regierung).
Der Beauftragung des Formateurs liegt in Belgien (vor 2012 auch in den Niederlanden) eine Empfehlung des Informateurs zugrunde, der zuvor im Auftrag des Königs untersucht hatte, unter welchen Umständen ein Kabinett mit einer parlamentarischen Mehrheit gebildet werden könnte. Im Großherzogtum Luxemburg kann ein Informateur eingesetzt werden, falls einer Regierung durch die Abgeordnetenkammer das Misstrauen ausgesprochen wurde, eine Regierungsbildung gescheitert ist oder sich eine schwierige Regierungsbildung abzeichnet.
In Zusammenarbeit mit Vertretern der künftigen Koalitionsparteien verhandelt der Formateur mit von ihm geeignet erscheinenden Kandidaten für ein Ministeramt bzw. einen Posten als Staatssekretär über den Eintritt in das zu bildende Kabinett.
In seinem Abschlussbericht schlägt der Formateur dann die Minister und Staatssekretäre zur Ernennung durch den König bzw. Großherzog vor. Zumeist wird der Formateur selbst mit dem Amt des Ministerpräsidenten betraut.